# هاینریش ترتنر
هاینریش ترتنر (به آلمانی: Heinrich Trettner) (۱۹ سپتامبر ۱۹۰۷ – ۱۸ سپتامبر ۲۰۰۶) نظامی بلندپایه آلمانی در دوره رایش سوم و پس از آن بود. او آخرین ژنرال ورماخت بود که درگذشت.

## زندگی
هاینریش ترتنر روز ۱۹ سپتامبر سال ۱۹۰۷ در میندن در وستفالی زاده شد. در جریان جنگ جهانی دوم افسر عملیات‌های لشکر هفتم هوایی کورت اشتودنت، نخستین لشکر چترباز در جهان، بود. بعداً رئیس ستاد سپاه ۱۱ هوایی اشتودنت شد. سال ۱۹۴۳ فرمانده لشکر چهارم چترباز در جبهه ایتالیا شد و تا پایان جنگ آن را رهبری کرد. تا این زمان به درجه سرلشکر رسیده بود. روز ۳ مه سال ۱۹۴۵ به اسارت نیروهای آمریکایی درآمد.
پس از جنگ در نیروهای مسلح آلمان غربی باقی ماند و به مقام بازرس کل بوندس‌وهر و درجه سپهبد نائل آمد. سال ۱۹۶۶ در اثر اختلاف نظر با وزیر دفاع بر سر ساختار نیروهای مسلح، به اجبار بازنشسته شد. سپهبد هاینریش ترتنر در نهایت روز ۱۸ سپتامبر سال ۲۰۰۶ در مونشن‌گلادباخ درگذشت. او آخرین ژنرال ورماخت بود که از دنیا می‌رفت.

## کتابشناسی
- Mitcham, Samuel W.; Mueller, Gene (2012). Hitler's Commanders: Offers Of The Wehrmacht, The Luftwaffe, The Kriegsmarine And The Waffen-SS. Rowman & Littlefield Publishers. ISBN 978-1-4422-1154-4.